# Zalew Cieszanowicki
Zalew Cieszanowicki (Zalew Cieszanowice, zbiornik retencyjny Cieszanowice) – zbiornik zaporowy na rzece Luciąża, drugi pod względem wielkości zbiornik wodny powiatu piotrkowskiego o powierzchni lustra wody 217 ha i pojemności 7,34 mln m³.
Położony w powiecie piotrkowskim w gminach Łęki Szlacheckie (70% linii brzegowej), Rozprza i Gorzkowice.
W latach 60. zaczęto opracowywać kompleksowy plan nawodnień i gospodarki łąkowej w dolinie rzeki Luciąży. Jego budowę zaczęto w 1986, a oddano do użytku w 1998 roku. W trakcie budowy przesiedlono mieszkańców wsi Kuźnica Żerechowska, Łęgoń, Wygoda, Trzciniec oraz Borowiec, po której pozostała wystająca z tafli wody kapliczka. Przeznaczeniem zbiornika było od początku nawadnianie łąk pod produkcję mleka oraz funkcja retencyjna wody. Obecnie jest to popularne w powiecie piotrkowskim miejsce rekreacji i wypoczynku. Doceniają go także wędkarze wyławiający stąd szczupaki, karasie, płocie, karpie, leszcze i wiele innych gatunków ryb. Maksymalna głębokość wody w okolicach tamy to 12 metrów. Na terenie akwenu w sezonie dostępne są wypożyczalnie sprzętu wodnego: łódki, kajaki, rowery wodne. Dookoła zalewu liczne pola namiotowe oraz domki kempingowe.
Podstawowe dane techniczne:
- zapora czołowa L = 849 m z budowlą przelewowo-upustową, wysokość zapory H = 11,5 m
- upusty denne 2 x fi 100 cm, upusty wody biologicznej 3 x fi 30 cm z zasuwami z napędem elektrycznym i ręcznym
- drenaż zapory czołowej – rurociąg fi 30 cm, 693 m, studnie drenarskie fi 100 16 szt., wyloty drenarskie 13 szt.
- droga asfaltowa przez ww. zaporę L = 849 m
- zapora boczna L = 520 m i przepustem ramowym 3,0x3,0 m
- przegroda poprzeczna L = 150 m
- rowy odwadniające w łąkach i w lesie poniżej zapory czołowej L = 1394 m,
- system alarmowy: centrala sterująca, radiotelefon, szafa sterownicza, syreny alarmowe na zaporze czołowej zbiornika oraz na maszcie we wsi Cieszanowice.
- obiekt jest zasilany Małą Elektrownią Wodną (MEW) o mocy 45 kW, wyposażona jest w turbinę typu Banki.

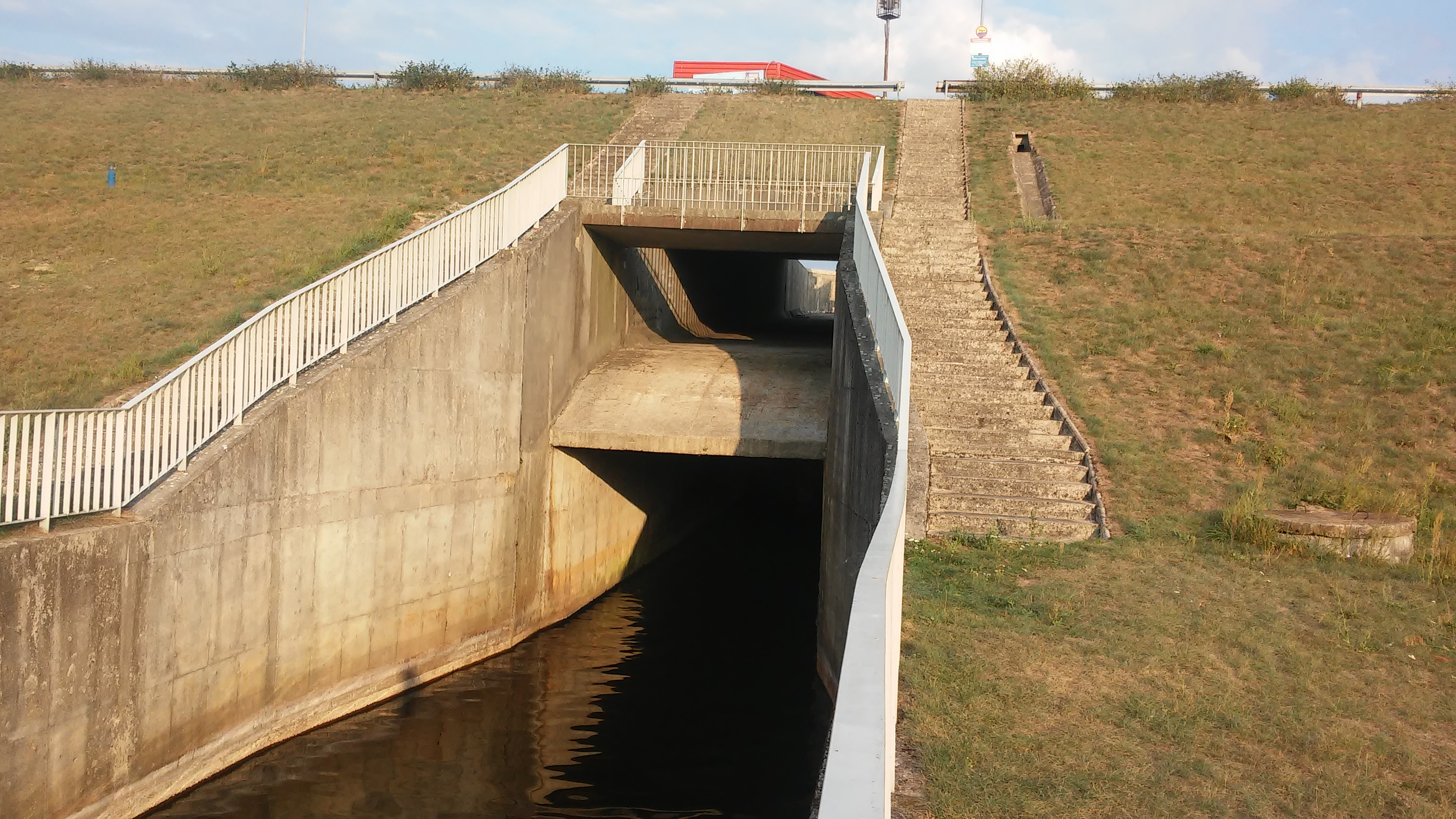
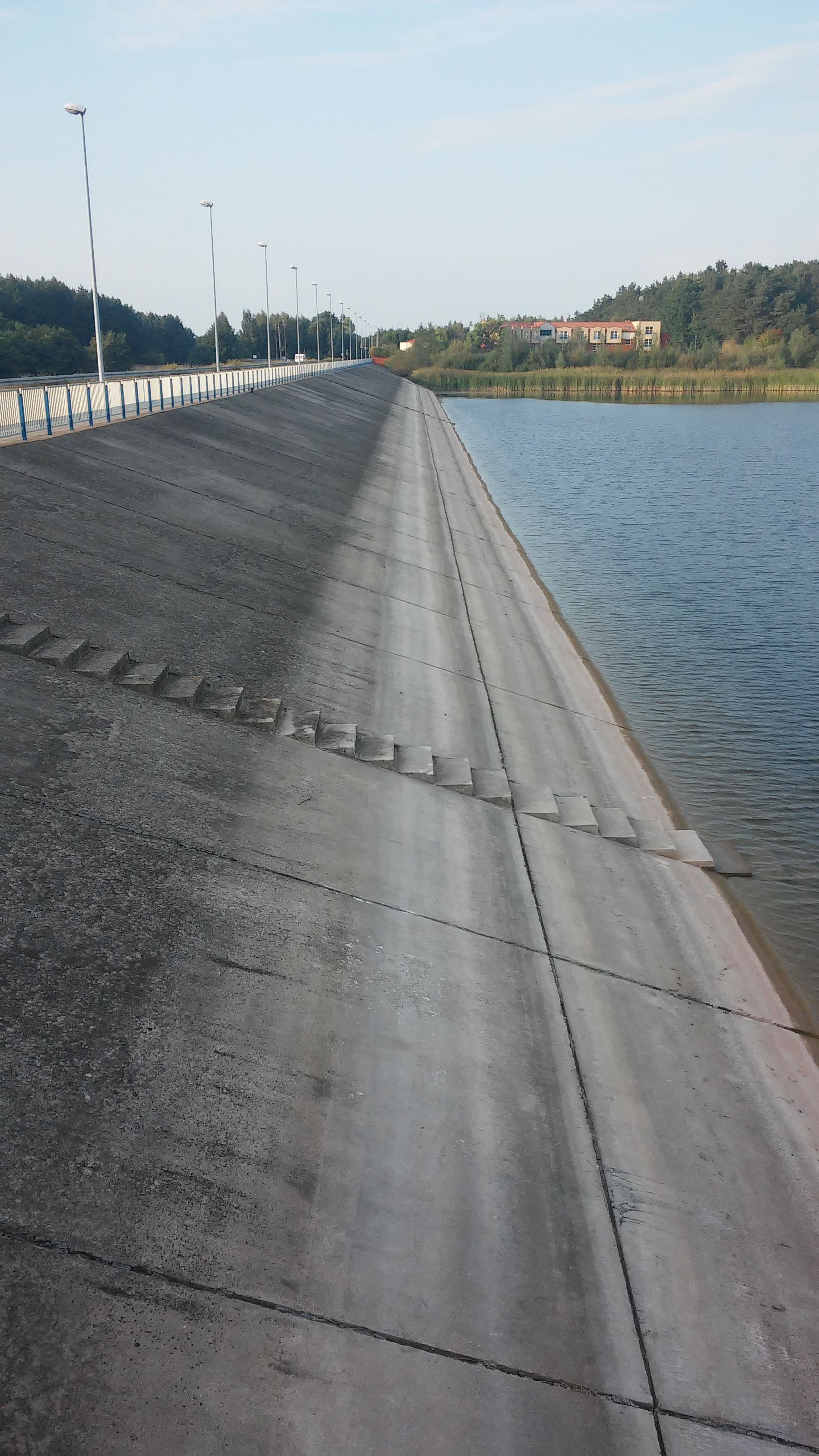
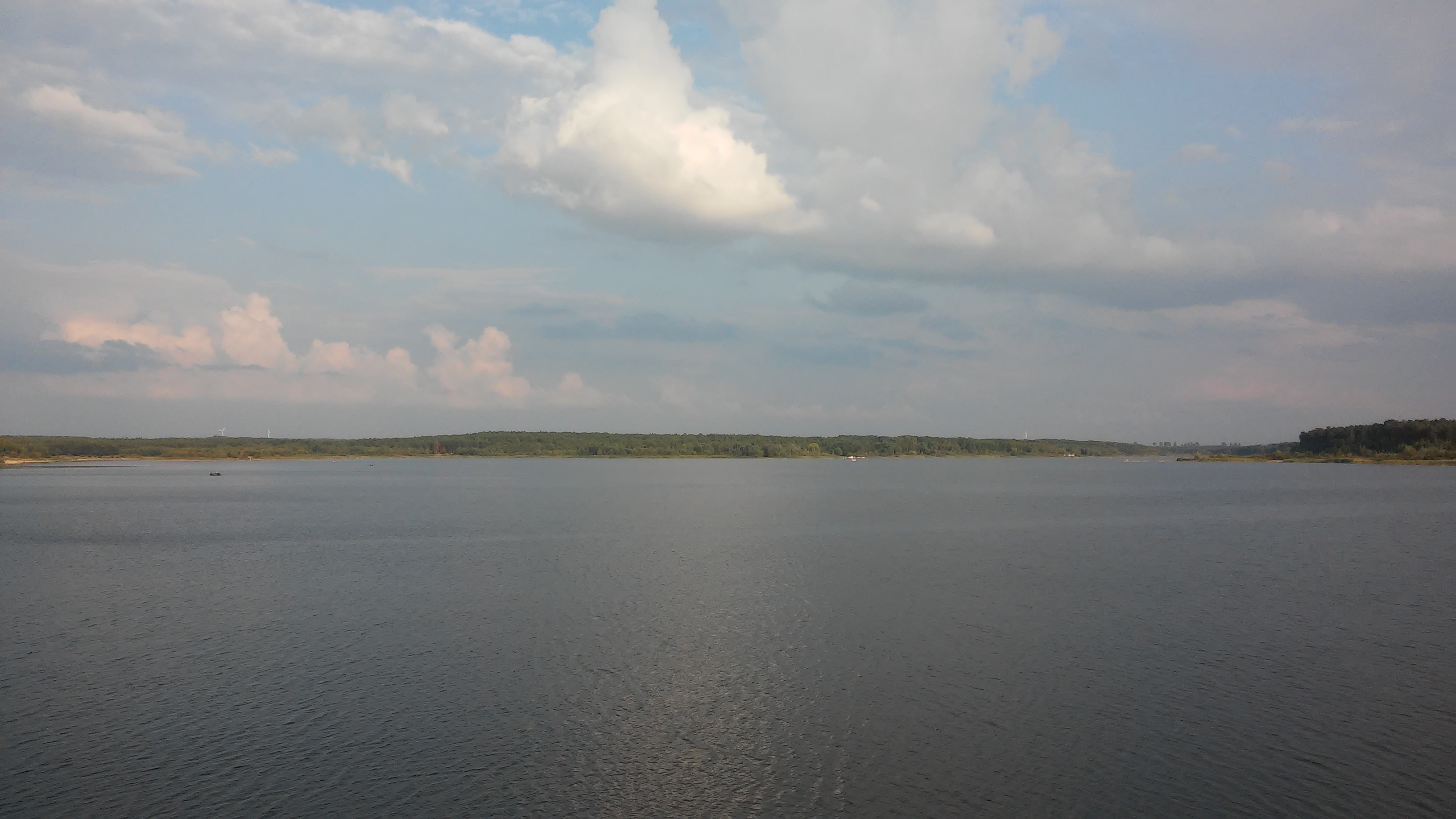
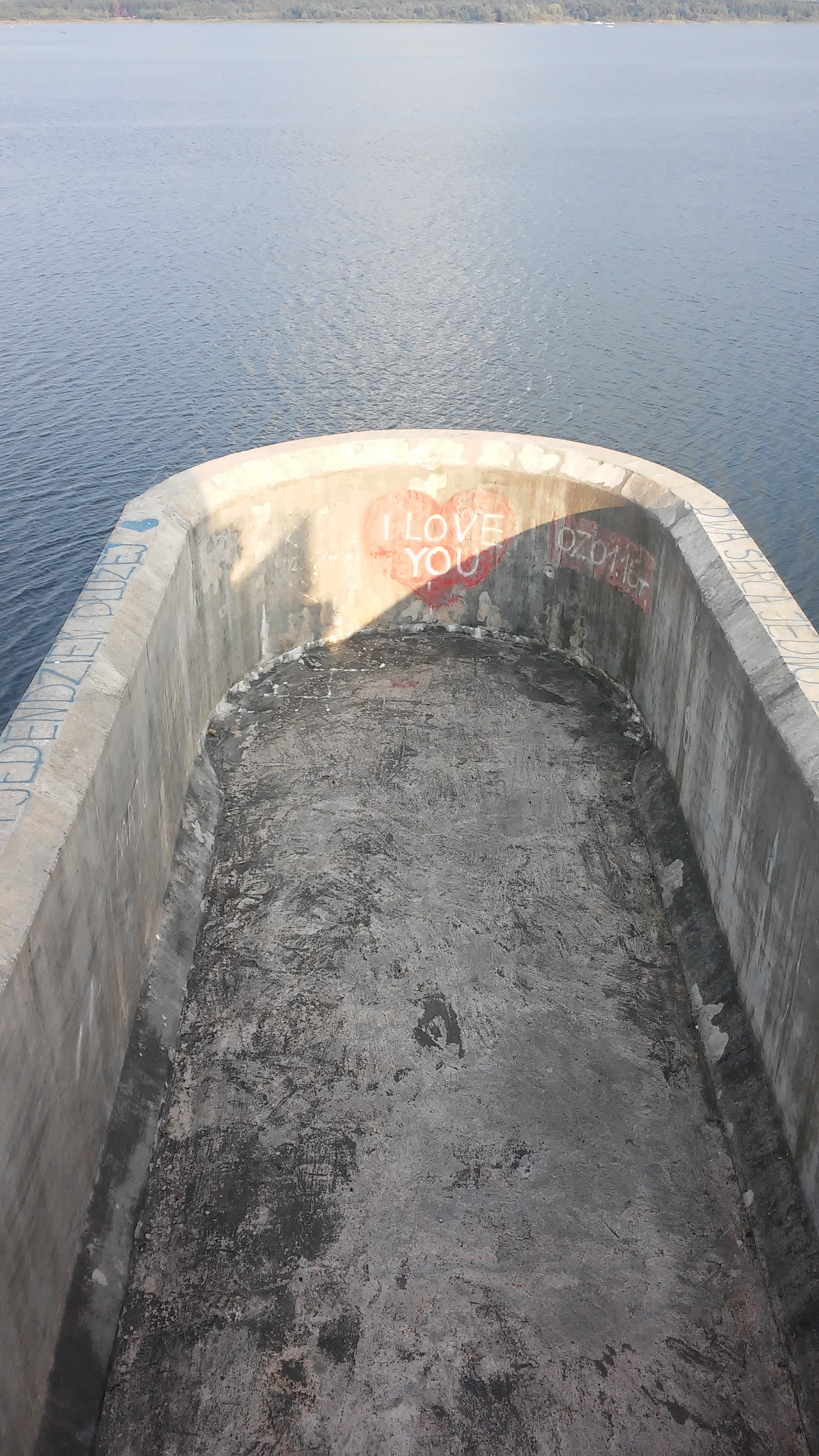